# Hornborg Sogn
Hornborg Sogn er et sogn i Hedensted Provsti (Haderslev Stift).
I 1800-tallet var Hornborg Sogn anneks til Hvirring Sogn. Begge sogne hørte til Nim Herred i Skanderborg Amt. Hvirring-Hornborg sognekommune blev ved kommunalreformen i 1970 indlemmet i Tørring-Uldum Kommune, som ved strukturreformen i 2007 indgik i Hedensted Kommune.
I Hornborg Sogn ligger Hornborg Kirke.
I sognet findes følgende følgende autoriserede stednavne:
- Flemming (bebyggelse, ejerlav)
- Havrum (bebyggelse, ejerlav)
- Hornborg (bebyggelse, ejerlav)
- Hornborg Gammelmark (bebyggelse)
- Hornborg Vestermark (bebyggelse)
- Hornborg Østermark (bebyggelse)
- Kalhave (bebyggelse, ejerlav)
- Kalhaveskov (bebyggelse)
- Klaks Mølle – vandmølle
- Skelhøj (areal)
- Tvillinggårde (bebyggelse)
- Vadbjerg (bebyggelse)